# Podgórze-Parcele
Podgórze-Parcele – wieś w Polsce, położona w województwie mazowieckim, w powiecie płockim, w gminie Mała Wieś.
| SIMC    | Nazwa     | Rodzaj                         |
| ------- | --------- | ------------------------------ |
| 0990729 | Kupise    | przysiółek wsi (przed 2023 r.) |
| 1059886 | Wójtostwo | część wsi                      |

W latach 1975–1998 wieś administracyjnie należała do województwa płockiego.